# 喬治亞州立大學
喬治亞州立大學（英語：Georgia State University，简称：GSU）是位于乔治亚州亞特蘭大的一間大學，創立於1913年，擁有35間學院，是喬治亞大學系统成员。喬治亞州立大學的學生人數位居全美國大學前10名，擁有約54,000名學生，其中主要包含約33,000名四年制大學部學生和研究生，其他屬於二年制學院的學生。

## 歷史
喬治亞州立大學創立於1913年，初創時期為喬治亞理工學院的夜間商學院。1930年代，喬治亞大學系統組織改造，開始允許夜間部同學自系統內各院校取得學位，喬治亞州立大學成為該大學系統的亞特蘭大延伸中心。學校於此時分為兩個學院，分別為喬治亞夜間學院與亞特蘭大專科學校。1947年九月，學校成為喬治亞大學的亞特蘭大校區。1955年，再於喬治亞大學獨立出來，成為喬治亞州立企業管理學院。由於其他系所規模增長，1961年學校正式更名為喬治亞州立學院，並於1969年升格為今天的喬治亞州立大學。
2016年，喬治亞大學系統董事會批准喬治亞州立大學與Georgia Perimeter College合併，喬治亞州立大學因此增加兩年制學院（包含五個校區），合併後的喬治亞州立大學成為州內人數規模最大，全國排名前十名。

## 校園

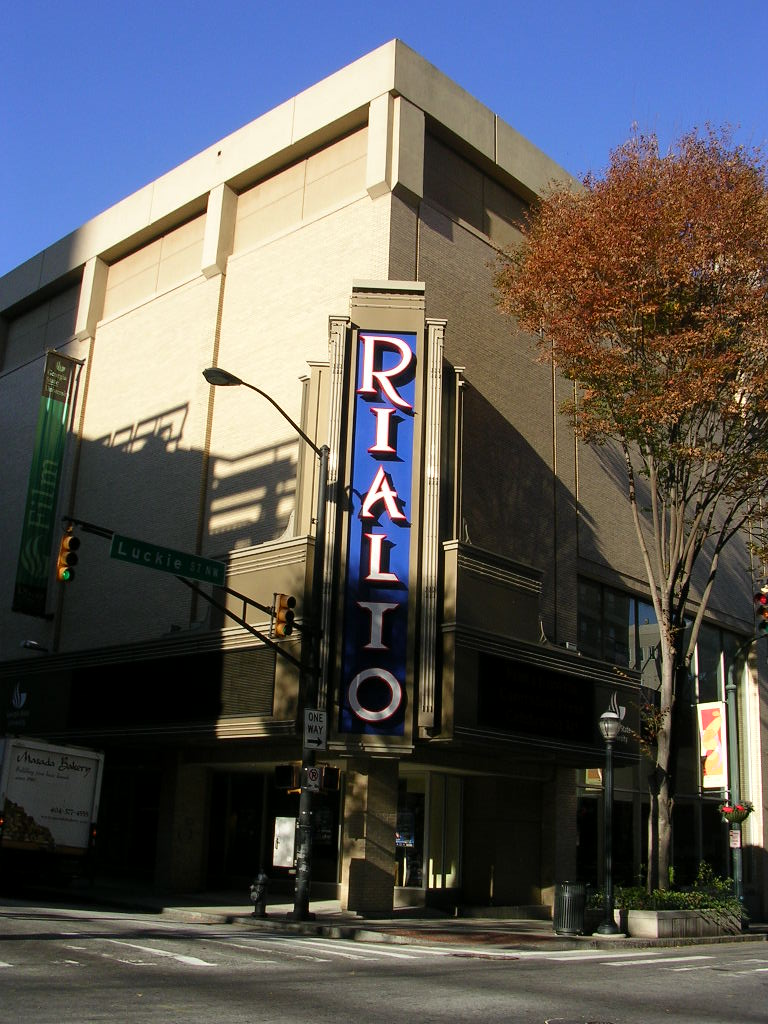
校内的Rialto Center

喬治亞州立大學主校區位於亞特蘭大市中心，鄰近亞特蘭大捷運（MARTA - Metropolitan Atlanta Rapid Transit Authority）的Georgia State站與Five Points站。校區共有58棟建築，並於亞特蘭大周邊的Alpharetta、Buckhead、Peachtree-Dunwoody設有教育中心。主校區共有六處學生餐廳、五間學生宿舍可容納4,100人。在市中心主校區之外，周邊學院 (Perimeter College) 是由亞特蘭大都會周邊不同的校區所組成，包含Alpharetta、Clarkston、Decatur、Dunwoody和Newton County 等五個校區。

## 學院
喬治亞州立大學主要由以下八個學院與機構組成：
- 安德魯楊政策研究學院（Andrew Young School of Policy Studies）
- 人類科學暨健康科學學院（Byrdine F. Lewis School of Nursing and Health Professions）
- 藝術及科學學院（College of Arts and Sciences）
- 教育學院（College of Education & Human Development）
- 法學院（College of Law）
- 榮譽學院（Honors College）
- J.馬克羅賓森商學院（J. Mack Robinson College of Business）
- 公眾健康學院（School of Public Health）

## 學術合作
- 與臺灣之中國醫藥大學簽有碩士雙聯學位的協議[5][6][7]

## 學校排名

### US News研究所排名
- 政治研究學院：第23名。
- 教育學院：第40名。
- 法學院：第65名。
- part-time MBA：第29名。
- 資訊系統 MBA：第10名。

### 金融時報排名
- EMBA：全球第51名、美國第13名。

## 傑出校友

### 政治與軍事
- Sam Massell：商業科學學士（1951）。曾任亞特蘭大市長。

### 教育與學術
- Henry Jenkins：政治科學學士、新聞學學士。麻省理工學院媒體研究中心主任。
- 蔡文祥：天文學博士（1989）。曾任國立中央大學天文研究所所長。

### 商業與經濟
- Ken Lewis：財務金融學士（1969）。曾任美國銀行總裁。
- E. Vachel Pennebaker：企業管理學士（1970）。曾任Sears, Roebuck and Company總經理。
- Danny W. Huff：財務金融學士（1973）。曾任Georgia-Pacific Corporation財務長。

### 藝術與娛樂
- Kathy T. Berry：新聞學學士（1972）、EMBA（1986）。喬治亞報業協會前執行董事。
- 茱莉亞·羅勃茲：獸醫學士肄業。知名女演員。
- Amy Dumas：教育學學士肄業（1993）。知名退休摔角選手。
- 馬建豪 : 台灣籃球職籃球員。

## 優秀教職員
- David Bottoms：英文系教授。美國知名詩人。
- Colleen McEdwards：新聞學講師。CNN International 主播。

## 資料來源
1. ↑  . AbleMedia.   [10 April 2013]. （原始内容存档于2009-03-05）.
2. ↑   (PDF). nacubo.   [6 January 2013]. （原始内容 (PDF)存档于2013-05-12）.
3. ↑   (PDF).   [2014-03-24]. （原始内容 (PDF)存档于2013-09-28）.
4. 1 2   (PDF).   [2014-03-25]. （原始内容存档 (PDF)于2020-05-28）.
5. ↑  . 中時電子報. 2012年3月1日  [2012-03-01].[永久]
6. ↑   (PDF).   [2012-06-09]. （原始内容 (PDF)存档于2016-03-08） （中文）.
7. ↑   （中文）.[]
8. ↑  . Quacquarelli Symonds Limited. 2021  [2020-12-09].
9. ↑  . Forbes. 2019  [2020-12-09].
10. ↑  . US. News and World Report. 2020  [2020-12-09].
11. ↑  . Washington Monthly. 2020  [2020-12-09].